# Jacques Revaux
 (juin 2017).
Si vous disposez d'ouvrages ou d'articles de référence ou si vous connaissez des sites web de qualité traitant du thème abordé ici, merci de compléter l'article en donnant les références utiles à sa vérifiabilité et en les liant à la section « Notes et références ».
Jacques Revaux, né le 11 juillet 1940 à Azay-sur-Cher (Indre-et-Loire), est un compositeur et chanteur français.

## Biographie

### Les débuts
Fils d'un boucher-charcutier parisien, Jacques Revaux commence sa carrière comme chanteur à la fin des années 1950. Il concourt, entre autres, au Coq d'or de la chanson française en 1958 et enregistre ses premiers disques au début des années 1960. On l'entend notamment dans les films de Jacques Demy où il double Jacques Perrin dans Les Demoiselles de Rochefort et Peau d'Âne, et il est la voix de Richard Berry dans Une chambre en ville.

### Un record
Jacques Revaux est surtout connu pour être le compositeur (avec Claude François, qui modifiera quelques notes du refrain) de Comme d'habitude, le plus important générateur de revenus annuels pour la Société des auteurs, compositeurs et éditeurs de musique (Sacem), selon cette société. Avec un texte en anglais de Paul Anka, spécialement adapté pour Frank Sinatra, la musique de Jacques Revaux est devenue My Way, un succès planétaire dont plus d'un milliard de disques sont vendus en 3 000 versions à travers le monde. Le texte français initial concerne le vécu d'un couple malmené par la séparation des vies, familiales et professionnelles, de ses deux membres. L'adaptation en anglais devient la réflexion d'un homme qui, à l'orée de la mort, fait le bilan de sa vie et de la manière dont il l'a menée. Jacques Revaux a composé également deux autres titres pour Claude François : Olivier en 1970 et L'amour se meurt en 1972.

### Chansons et collaborations
Outre Claude François, Jacques Revaux a composé pour Michel Sardou, Johnny Hallyday, Richard Anthony, Sylvie Vartan, Eddy Mitchell, Mireille Mathieu, Sheila, Dalida, Hervé Vilard, Charles Aznavour et d'autres. Il est le fondateur du label Tréma avec lequel il produira, par exemple, le conte musical Pénélope, de Dany Saval et Serge Prisset, en 1978.
Néanmoins, ses principales collaborations se firent essentiellement avec Michel Sardou, pour lequel il a composé de nombreuses chansons, parmi lesquelles Dix ans plus tôt, La Maladie d'amour, Les Vieux Mariés, Les Villes de solitude, Le France, Je vais t'aimer, La Java de Broadway, Les Lacs du Connemara, Être une femme, Chanteur de jazz, Musulmanes, Rouge, Vladimir Ilitch, Le Privilège et Salut.

## Distinctions

### Prix
- 2010 : Grand Prix de l'UNAC (Union nationale des auteurs et compositeurs) pour sa carrière[3].

### Décorations
- Commandeur de l'ordre des Arts et des Lettres (arrêté du 13 septembre 2016[4]);
  -  Officier de l'ordre des Arts et des Lettres (arrêté du 22 décembre 2006).
    -  Chevalier de la Légion d'honneur (arrêté du 15 janvier 2025 au titre du Ministère de la Culture)

## Publication
- Ma vie en chansons (en collaboration avec Laurence Lorenzon), Ramsay, 2014  (ISBN 978-2-8122-0035-9)